# Hiba Abouk
Hiba Aboukhris Benslimane, dite Hiba Abouk, est une actrice espagnole, née le 30 octobre 1986 à Madrid.
Elle est connue pour ses rôles dans des séries télévisées, en particulier pour celui de Fátima dans El Príncipe (es).

## Biographie

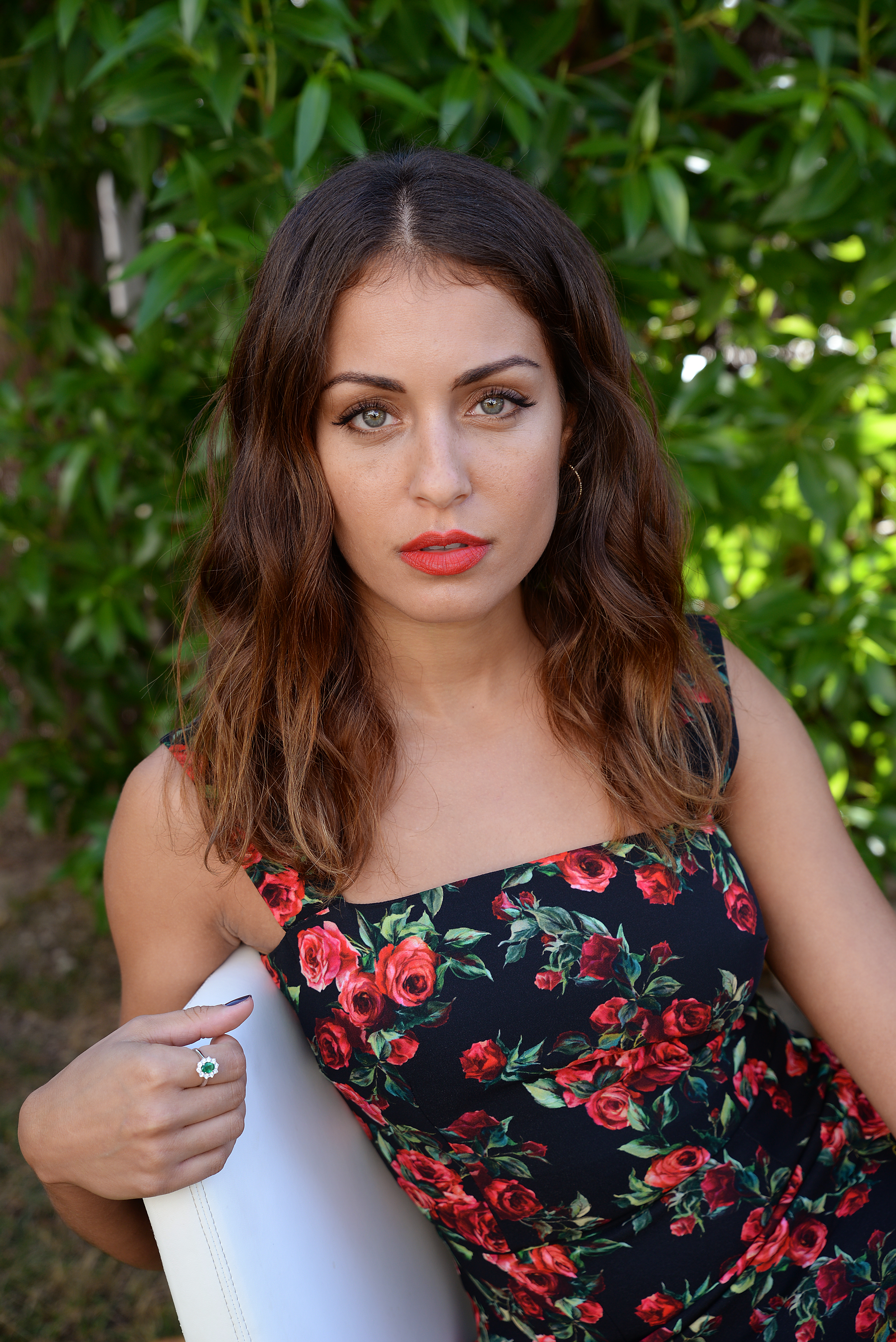
Hiba Abouk au Festival de Sitges 2017.

Hiba Abouk est née à Madrid en étant la cadette de quatre frères. Ses parents, originaires de Tunisie et Libye (père d'origine libyenne et mère tunisienne), se sont installés en Espagne. Elle a été élevée dans la religion musulmane. Elle se passionne pour le flamenco. EIle a étudié au Lycée Français de Madrid jusqu'à ses 18 ans. Elle a ensuite étudié la philologie arabe et a obtenu une licence de théâtre à la RESAD. Outre l'espagnol et l'arabe, elle parle français, anglais et italien.
Après une apparition dans un second rôle dans un chapitre de El Síndrome de Ulises (es) en 2008, sous le nom de Hiba Hadoukis, sa carrière d'actrice a commencé réellement en 2010, dans La isla de los nominados (es), une série diffusée par la chaîne Cuatro,,. Elle a poursuivi par un rôle régulier dans l'adaptation espagnole de Cheers en 2011 et son rôle de Guadalupe dans El corazón del océano, série qui ne sera diffusée qu'en 2014. En 2012 elle est admise dans la distribution récurrente de la série d'Antena 3 Con el culo al aire, dans laquelle a participé aux deux premières saisons. En février 2014, elle débute dans El Príncipe (es), série diffusée par Telecinco avec des audiences habituellement supérieures à cinq millions de téléspectateurs et dans laquelle elle obtient son premier rôle important en interprétant Fátima.

## Vie privée
À partir de 2018, elle est en couple avec le joueur de football marocain Achraf Hakimi. Ils se marient avant la naissance de leur premier fils, Amín, le 11 février 2020. Ils ont un second fils, Naim, né le 12 février 2022. En 2023, Hiba Abouk demande le divorce.

## Filmographie

### Télévision
- 2008 : El Síndrome de Ulises (es) : Hiba
- 2010 : La isla de los nominados (es) : Eva Lys (11 épisodes)
- 2011 : Cheers : Ágata
- 2012–2013 : Con el culo al aire (es) : Candela Prieto Soriano (26 épisodes)
- 2014 : El corazón del océano (es) : Guadalupe (6 épisodes)
- 2014–2016 : El Príncipe (es) : Fátima Ben Barek (31 épisodes)
- 2021 : Madres. Amor y vida (es) : Raquel Gutiérrez (8 épisodes)
- 2021 : J'ai tué mon mari : Laure (5 épisodes)

### Cinéma

#### Courts-métrage
- 2010 : Pegada a tu almohada : Marisa
- 2014 : Terre brulee : Hiba
- 2019 : Malek : Shoreh
- 2020 : Caribe: todo incluído : Alicia

#### Longs-métrage
- 2014 : Historias de Lavapiés : Rachida
- 2017 : la jiji : Alba
- 2021 : Manos libres : Laura